# Kathedrale von Xalapa

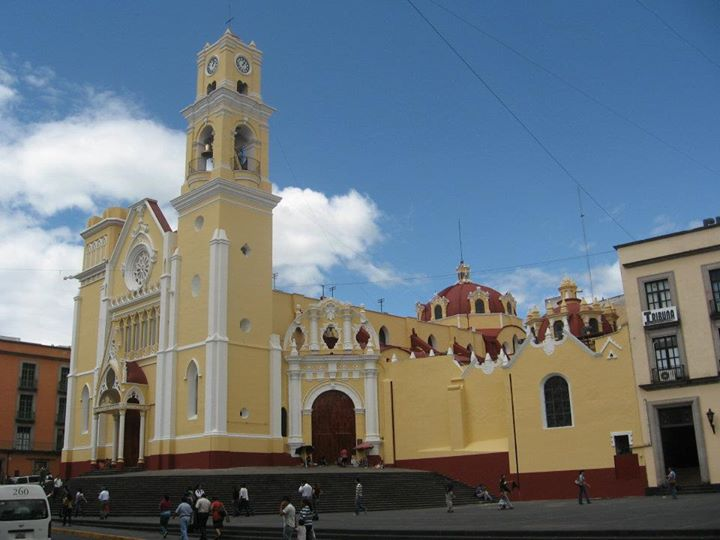
Kathedrale von Xalapa

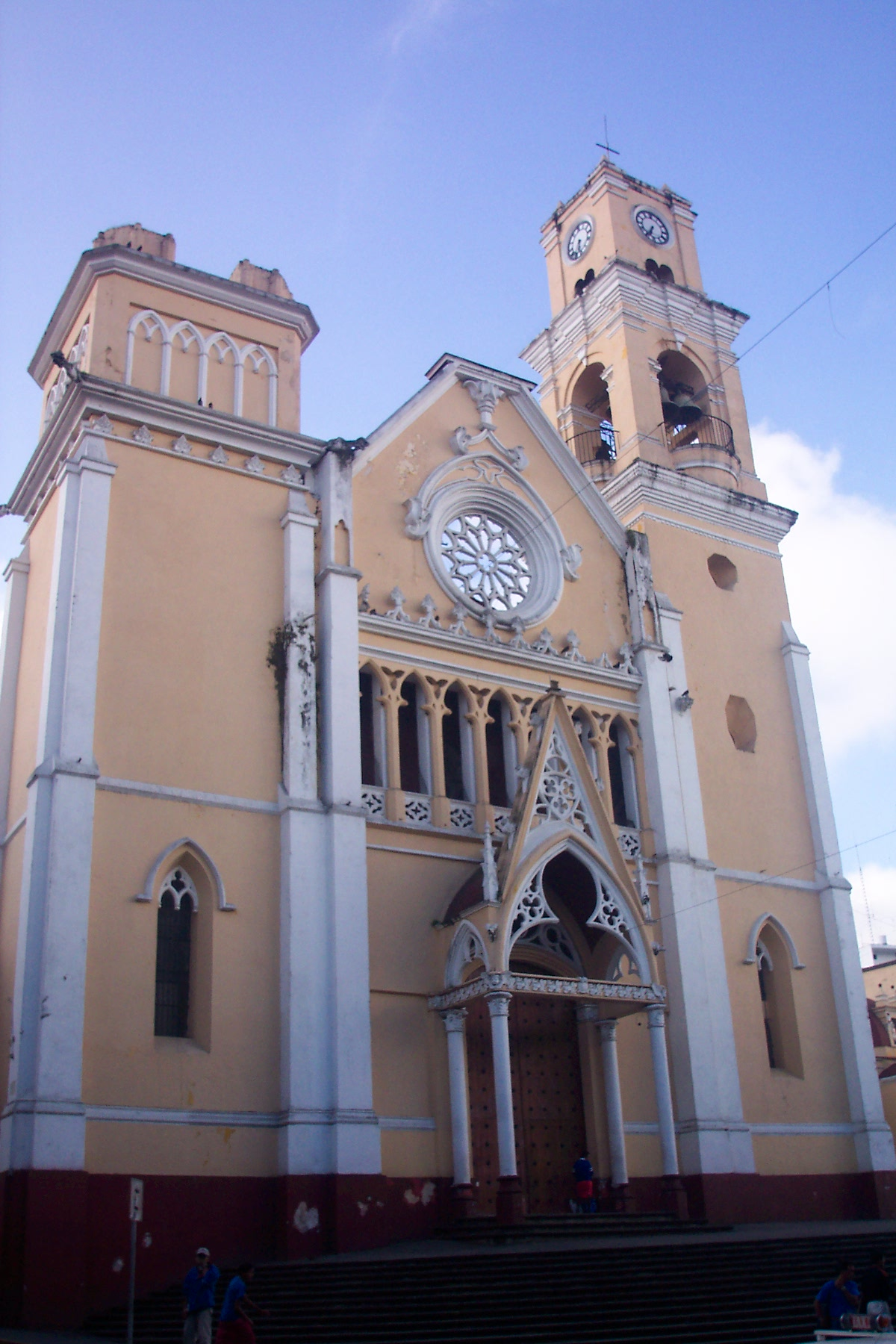
Fassade

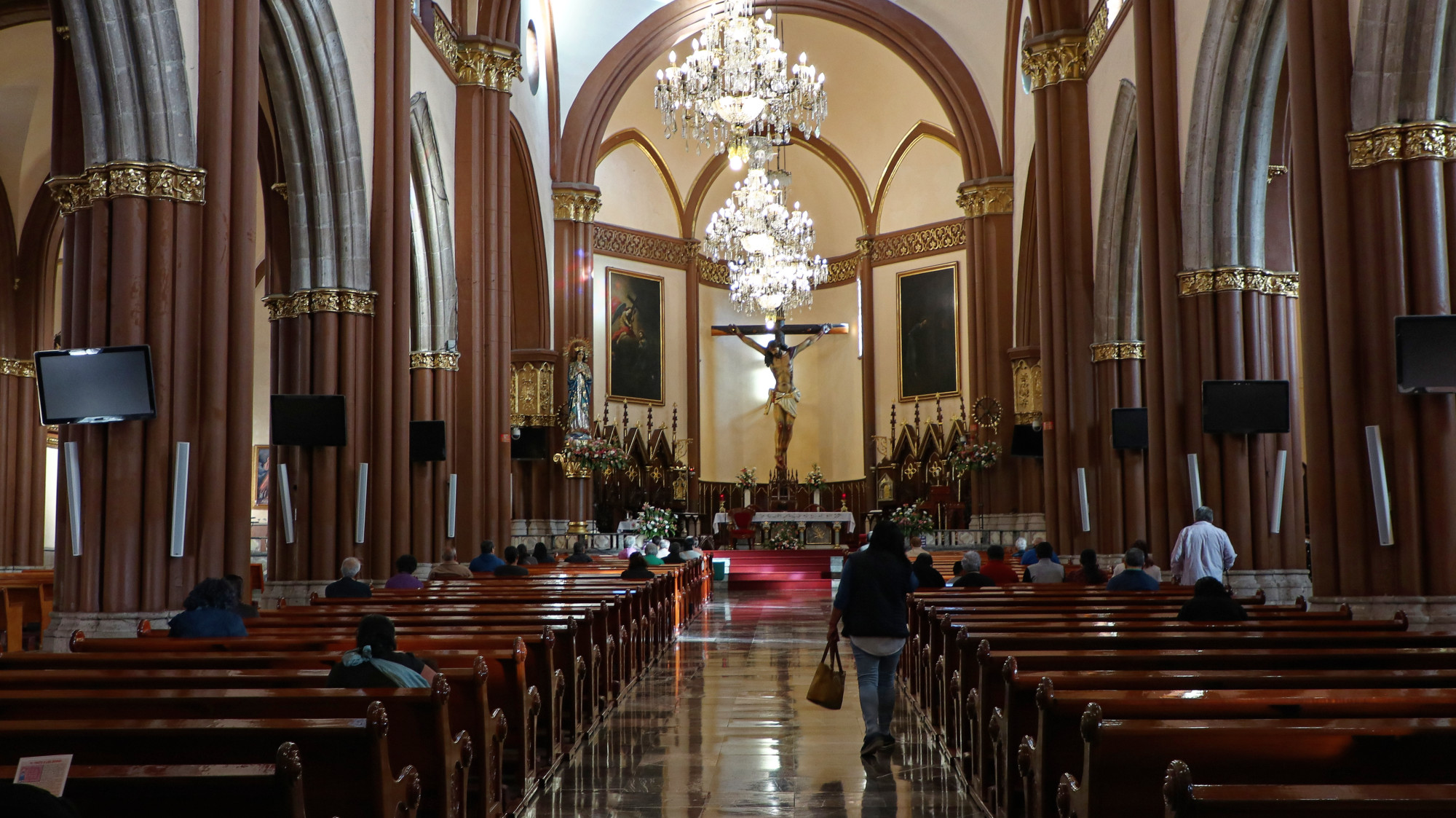
Langhaus und Apsis

Die Kathedrale von Xalapa ist der Bischofssitz des römisch-katholischen Erzbistums Jalapa im mexikanischen Bundesstaat Veracruz; sie ist dem Gedächtnis der Unbefleckten Empfängnis Mariens (Inmaculada Concepción) gewidmet.

## Lage
Die Kathedrale liegt im historischen Zentrum der ca. 1460 m hoch gelegenen und gut 450.000 Einwohner zählenden Hauptstadt des Bundesstaats Veracruz, dessen Küste am Golf von Mexiko ca. 35 km (Luftlinie) entfernt ist.

## Geschichte
Ein Vorgängerbau der heutigen Kirche wurde im Jahr 1641 geweiht. Die heutige Kirche wurde im Jahr 1772 fertiggestellt; der Glockenturmaufsatz stammt aus dem Jahr 1778. Ein Jahr nach der Gründung des Bistums Veracruz-Jalapa (1963) wurde die Kirche zur Kathedrale. Im Jahr 1951 wurde das Bistum von Papst Pius XII. zum Erzbistum erhoben; elf Jahre später wurde es in „Erzbistum Jalapa“ umbenannt. Als Folge des Cristero-Kriegs explodierte am 6. März 1931 eine Bombe in der Kirche und verursachte beträchtliche Schäden.

## Architektur
Während die Fassade Einflüsse der Neogotik zeigt, ist die Architektur des später aufgesetzten Glockenturms eher der Renaissance verpflichtet. Das Langhaus der Kirche ist dreischiffig und basilikal, wobei das Mittelschiff deutlich breiter und höher dimensioniert ist. Den Höhepunkt bildet eine Vierungskuppel, die auf einem im Innern runden, im Äußeren jedoch achteckigen Tambour aufsitzt; eine Laterne bildet den oberen Abschluss.
Unter dem Südturm befindet sich die Krypta mit den Grabmälern der Bischöfe und Erzbischöfe.

## Ausstattung
Die Kathedrale besitzt mehrere Gemälde des aus Oaxaca stammenden Malers Miguel Cabrera (1695–1768). Die Glocken wurden in England gegossen. Diverse wertvolle Sakralgegenstände wurden im Jahr 1977 geraubt.